# India en los Juegos Olímpicos de Vancouver 2010
India estuvo representada en los Juegos Olímpicos de Vancouver 2010 por tres deportistas masculinos que compitieron en tres deportes.
El portador de la bandera en la ceremonia de apertura fue el piloto de luge Shiva Keshavan. El equipo olímpico indio no obtuvo ninguna medalla en estos Juegos.